# Japan Sevens
Lo Japan Sevens è un torneo annuale di rugby a 7, inaugurato nel 2012, che fa parte delle World Rugby Sevens Series. Viene disputato a Tokyo allo stadio Principe Chichibu.

## Finali
| Anno          | Finale di Cup | Finale di Cup | Finale di Cup | Finale Plate  | Finale Plate | Finale Plate |
| Anno          | Vincitore     | Punteggio     | Finalista     | Vincitore     | Punteggio    | Finalista    |
| ------------- | ------------- | ------------- | ------------- | ------------- | ------------ | ------------ |
| 2012 Dettagli | Australia     | 28 - 26       | Samoa         | Figi          | 14 - 10      | Sudafrica    |
| 2013 Dettagli | Sudafrica     | 24 - 19       | Nuova Zelanda | Stati Uniti   | 17 - 0       | Scozia       |
| 2014 Dettagli | Figi          | 33 - 26       | Sudafrica     | Australia     | 17 - 12      | Stati Uniti  |
| 2015 Dettagli | Inghilterra   | 21 - 14       | Sudafrica     | Nuova Zelanda | 21 - 14      | Scozia       |